# Leucopodella incompta
Leucopodella incompta är en tvåvingeart som först beskrevs av Austen 1893.  Leucopodella incompta ingår i släktet Leucopodella och familjen blomflugor. Inga underarter finns listade i Catalogue of Life.